# Calosphaeria
Calosphaeria — рід грибів родини Calosphaeriaceae. Назва вперше опублікована 1863 року.